# Система управления звоном

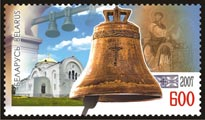
Колокол-благовестник на почтовой марке Белоруссии

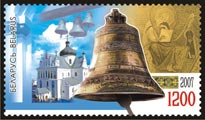
Подзвонный колокол на почтовой марке Белоруссии

Систе́ма управле́ния зво́ном — совокупность тяг от колоколов в традиционном православном подборе колоколов, приходящих к пульту.
Система управления звоном позволяет звонарю управлять всеми колоколами, расположенными на колокольне, без усилий и одновременно, что необходимо, в частности, для исполнения трезвона.
Классический православный подбор делит колокола на 3 группы: самые маленькие — зазвонные колокола — управляются правой рукой звонаря, средние — подзвонные колокола — левой рукой и самые большие — благовестники — правой ногой.
Традиционно зазвонных колоколов может быть 2 (ростовская традиция), 3 (северная традиция) или 4 (московская традиция). Количество подзвонных колоколов не ограничивается и размещается посредством тяг от языков колоколов к пульту системы управления звоном.
Благове́стник — самый большой колокол в традиционном православном наборе колоколов. Наряду с зазвонными и подзвонными колоколами количество благовестников зависит от общего количества колоколов. В системе управления звоном благовестники управляются звонарём при помощи педалей, которых может быть до пяти.